# 존 휘트기프트
존 휘트기프트(John Whitgift, 1530년-1604년 2월 28일)는 캔터베리 대주교이다.
링컨셔 출신으로 1567년 케임브리지 대학교의 교수가 되었고, 1583년 캔터베리 대주교가 되어 엘리자베스 왕조 시대의 마지막 기간을 재임하였다.
그는 권위주의적 정치를 수용하여 모든 성직자에게 “기도서”를 준수하고 예복을 입을 것을 촉구하면서 다음 세 가지 내용에 서명하도록 명령했다. 첫째, 왕의 절대 권위를 인정한다. 둘째, 기도서는 하나님의 말씀과 전혀 상반되지 않는다. 셋째, 39개 조문을 받아들인다. 하지만 둘째 조항에 반발한 400여명의 청교도들이 서명하지 않고, 추밀원에서 청원을 제출하였는 데, 받아들여졌다. 하지만, 휘트기프트는 서명조항을 변경하여 다시 제안하였다. 이것은 온건파,강경파 청교도들의 반발을 사서 그들은 휘트기프트의 적이 되었다. 